# Fatma Barkallah
Fatma Barkallah (Sfax, 30 aprile 1974) è un'ex cestista tunisina.

## Carriera
Con la Tunisia ha disputato i Campionati mondiali del 2002.